# Беляев, Всеволод Андреевич
Всеволод Андреевич Беляев (9 сентября 1932, Москва — 16 января 2020) — российский физик, лауреат Ленинской премии (1972).
Родился  9 сентября 1932 г. в Москве.
Окончил физический факультет Московского государственного университета (1955) (выпускник кафедры космических лучей, научный руководитель Александр Евгеньевич Чудаков). Некоторое время работал в ФИАН.
С 1956 г. в ИАЭ им. Курчатова: старший лаборант, младший научный сотрудник, старший научный сотрудник, последняя должность — ведущий научный сотрудник Института ядерного синтеза.
Область научных интересов: физика электронных и атомных столкновений.
Кандидат физико-математических наук. Диссертация:
- Измерение эффективных сечений резонансной перезарядки методом догоняющих пучков : диссертация … кандидата физико-математических наук : 01.00.00. — Москва, 1968. — 130 с. : ил.

Автор (соавтор) 26 публикаций и одного изобретения. Один из авторов (1962) метода догоняющих пучков при измерении сечений ионно-атомных столкновений при низких энергиях (в зарубежной литературе «метод расщеплённых пучков», split beam method, merged beam).
Лауреат Ленинской премии (1972, в составе коллектива) — за цикл работ «Элементарные процессы и неупругое рассеяние при атомных столкновениях» (1951—1970).
Сочинения:
- Беляев В. А., Брежнев Б. Г., Ерастов Е. М. Измерение сечений ионноатомных столкновений при низких энергиях методом догоняющих пучков . — «Письма ЖЭТФ», 1966, т. 3 , No 8, с. 321—323.
- Беляев В. А., Брежнев Б. Г., Ерастов Е. М. К вопросу об измерении сечений ион-атомных столкновений при низких энергиях методом «догоняющих пучков». — В сб.: Физика плазмы (МИФИ). — М.: Атомиздат, 1967.
- V. A. Belyaev, B. G. Brezhnev, and E. M. Erastov, Resonance charge exchange of protons and deuterons at low energies, Soviet Physics—JETP 25, 777—782 (1967).